# Miristicina
La miristicina és un compost químic orgànic natural de fórmula C11H₁₂O₃
és un fenilpropè present en petites quantitats en l'oli essencial de la nou moscada i encara en menor proporció en altres espècies com el julivert i l'anet. La miristicina és un insecticida i acaricida natural amb possibles efectes de neurotoxina sobre cèl·lules. Té propietats psicoactives en dosis més altes que les culinàries.

## Usos
El 1963, Alexander Shulgin especulà sobre les propietats psicoactives i psicodèliques de la miristicina. Aquesta especulació no ha estat mai confirmada.
Les intoxicacions amb la miristicina tenen efectes variats segons les persones.

## Dosi excessiva
Una dosi excessiva de nou moscada porta a intoxicació clínica amb nàusea, vòmits, ansietat, maldecap, al·lucinacions i comportament irracional.